# Cycnium ajugifolium
Cycnium ajugifolium är en snyltrotsväxtart som beskrevs av Adolf Engler. Cycnium ajugifolium ingår i släktet Cycnium och familjen snyltrotsväxter. Inga underarter finns listade i Catalogue of Life.